# Meester van Bellaert

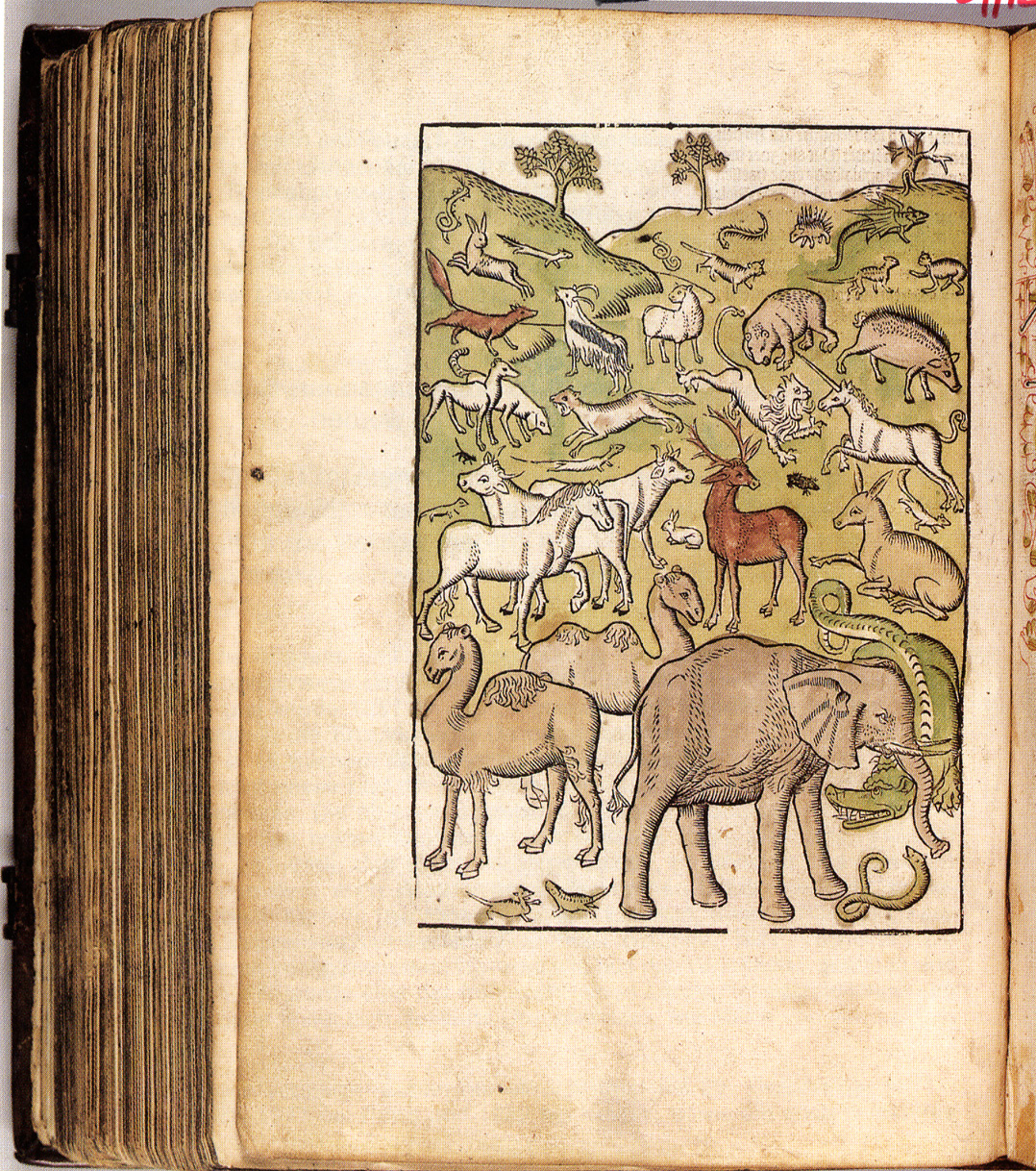
Landdieren. Afkomstig uit Bartholomaeus Anglicus (1485) Vanden proprieteyten der dighen, Haarlem: Jakob Bellaert.

Meester van Bellaert, voluit Meester van Jacob Bellaaert, ook Monogrammist AM genoemd, is de noodnaam van een Haarlemse schilder, tekenaar en houtsnijder behorend tot de Vroeg-Nederlandse School.
Zijn naam verwijst naar de Haarlemse drukker Jacob Bellaert van Zierikzee, voor wie hij houtsnedes maakte, die gebruikt werden als illustraties in zijn boeken. Verder wordt aangenomen dat hij de maker is van het schilderij Christus voor Pilatus, dat op de achtergrond een afbeelding van het stadhuis van Haarlem bevat. Hij was actief aan het einde van de 15e eeuw. De door hem geïllustreerde boeken verschenen tussen 1483 tot 1486.
- Gemeinsame Normdatei: 1053282257
- International Standard Name Identifier: 0000 0000 4060 3288
- Library of Congress Control Number: n2006005563
- RKD-Nederlands Instituut voor Kunstgeschiedenis: 53233
- Union List of Artist Names: 500008816
- Virtual International Authority File: 309815907
- WorldCat: E39PCjFgxqyv9Rj6RGHYY8yDFX